# Phelsuma breviceps
Phelsuma breviceps este o specie de șopârle din genul Phelsuma, familia Gekkonidae, descrisă de Boettger 1894. A fost clasificată de IUCN ca specie vulnerabilă. Conform Catalogue of Life specia Phelsuma breviceps nu are subspecii cunoscute.